# Mistrzostwa NCAA Division I w Zapasach w 1961
Mistrzostwa NCAA Division I w zapasach rozgrywane były w Corvallis w dniach 23–25 marca 1961 roku. Zawody odbyły się w Oregon State Coliseum, na terenie Uniwersytetu Stanu Oregon.
- Outstanding Wrestler – Gray Simons

## Wyniki

### Drużynowo
| Kolejność | Szkoła                    | Zespół   |
| --------- | ------------------------- | -------- |
| 1.        | Oklahoma State University | Cowboys  |
| 2.        | University of Oklahoma    | Sooners  |
| 3.        | Iowa State University     | Cyclones |
| 4.        | Oregon State University   | Beavers  |

### All American

#### 115 lb
| Lp. | Zawodnik     | Szkoła     |
| --- | ------------ | ---------- |
| 1.  | Gray Simons  | Lock Haven |
| 2.  | Dick Wilson  | Toledo     |
| 3.  | Wally Curtis | Oklahoma   |
| 4.  | Don Webster  | Iowa State |

#### 123 lb
| Lp. | Zawodnik       | Szkoła         |
| --- | -------------- | -------------- |
| 1.  | DuWayne Miller | Oklahoma       |
| 2.  | Masaaki Hatta  | Oklahoma State |
| 3.  | Rick Martin    | Pittsburgh     |
| 4.  | Frank Freeman  | Northern Iowa  |

#### 130 lb
| Lp. | Zawodnik      | Szkoła          |
| --- | ------------- | --------------- |
| 1.  | Larry Lauchle | Pittsburgh      |
| 2.  | Dave Jensen   | Northern Iowa   |
| 3.  | Mickey Martin | Oklahoma        |
| 4.  | Al DeLeon     | Minnesota State |

#### 137 lb
| Lp. | Zawodnik    | Szkoła         |
| --- | ----------- | -------------- |
| 1.  | Norm Young  | Michigan State |
| 2.  | Ron Finley  | Oregon State   |
| 3.  | Bill Carter | Oklahoma       |
| 4.  | Doug Wilson | Oklahoma State |

#### 147 lb
| Lp. | Zawodnik    | Szkoła         |
| --- | ----------- | -------------- |
| 1.  | Larry Hayes | Iowa State     |
| 2.  | Ron Pifer   | Penn State     |
| 3.  | Bob Wilson  | Oklahoma State |
| 4.  | Jim Blaker  | Michigan       |

#### 157 lb
| Lp. | Zawodnik       | Szkoła         |
| --- | -------------- | -------------- |
| 1.  | Phil Kinyon    | Oklahoma State |
| 2.  | Kirk Pendleton | Lehigh         |
| 3.  | Don Corriere   | Michigan       |
| 4.  | Virgil Carr    | Iowa State     |

#### 167 lb
| Lp. | Zawodnik       | Szkoła         |
| --- | -------------- | -------------- |
| 1.  | Don Conway     | Oregon State   |
| 2.  | Bruce Campbell | Oklahoma State |
| 3.  | Bob Marshall   | Purdue         |
| 4.  | Frank Hankin   | Utah           |

#### 177 lb
| Lp. | Zawodnik       | Szkoła            |
| --- | -------------- | ----------------- |
| 1.  | Bob Johnson    | Oklahoma State    |
| 2.  | Wayne Baughman | Oklahoma          |
| 3.  | Ken Houston    | Southern Illinois |
| 4.  | Bob Burge      | Colorado State    |

#### 191 lb
| Lp. | Zawodnik       | Szkoła            |
| --- | -------------- | ----------------- |
| 1.  | Lenard Lordino | Northern Colorado |
| 2.  | Nick Kohls     | Colorado State    |
| 3.  | Ronnie Clinton | Oklahoma State    |
| 4.  | Dave Angell    | Lehigh            |

#### Open
| Lp. | Zawodnik    | Szkoła         |
| --- | ----------- | -------------- |
| 1.  | Dale Lewis  | Oklahoma       |
| 2.  | Ted Ellis   | Oklahoma State |
| 3.  | Rory Weber  | Northwestern   |
| 4.  | John Oberly | Penn State     |